# Scindapsus salomoniensis
Scindapsus salomoniensis  Engl. & K.Krause – gatunek wieloletnich, wiecznie zielonych pnączy z rodziny obrazkowatych, pochodzących z Wysp Salomona.